# 치타 (등장인물)
치타(Cheetah)는 DC 코믹스 출판물과 관련 매체에 등장하는 슈퍼빌런으로, 일반적으로 슈퍼히어로 원더우먼의 주요 적으로 등장한다. 그녀의 적수처럼 그녀는 윌리엄 몰턴 마스턴과 H. G. 피터에 의해 만들어졌으며 1943년 가을 원더우먼 #6에서 데뷔했다. 그녀의 독특하고 매끄럽고 얼룩덜룩한 외모로 "원더우먼의 가장 상징적인 적 중 하나"로 인식되고 있으며 영웅의 만화책 모험의 모든 시대에 걸쳐 끈질긴 적이었다.
치타의 화신은 네 가지가 있다: 프리실라 리치(골든 에이지 (만화) 및 실버 에이지 (만화)), 데보라 도메인(브론즈 에이지), 바바라 앤 미네르바 박사(크라이시스 이후 및 현재), 세바스찬 발레스테로스(2001년에 잠시 역할을 맡은 남성 찬탈자).
치타 캐릭터는 만화 이외의 애니메이션 시리즈, 영화, 비디오 게임 등 다양한 형태의 미디어에 각색되었다. 크리스틴 위그(Kristen Wiig)는 2020년 DC 확장 유니버스 영화 원더 우먼 1984에서 바바라 앤 미네르바 박사 버전의 캐릭터를 연기해 캐릭터의 실사 데뷔를 알렸다.